# Tuńczyk żółtopłetwy
Tuńczyk żółtopłetwy, tuńczyk złoty, albakora żółtopłetwa (Thunnus albacares), opisywany też pod nazwą albakora – gatunek morskiej ryby okoniokształtnej z rodziny makrelowatych (Scombridae).

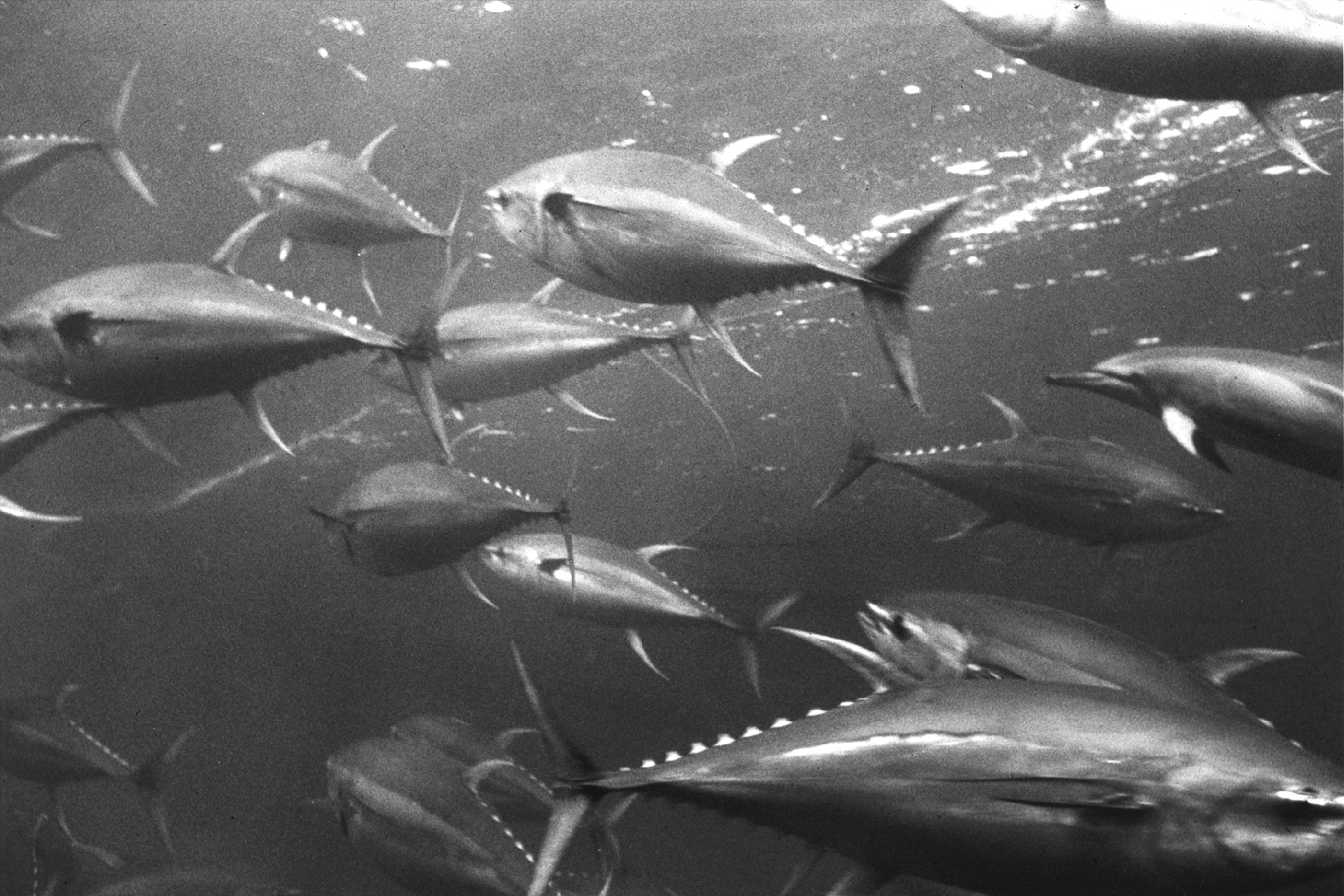
Ławica albakory żółtopłetwej

## Występowanie
Otwarte wody tropikalne i subtropikalne (Ocean Indyjski, Ocean Spokojny i Atlantyk).

## Charakterystyka
Ma dwie płetwy grzbietowe, z których druga jest większa i ostro zakończona. Tak samo ostre zakończenie ma płetwa odbytowa. Dorasta do 240 cm długości. Odżywia się mniejszymi rybami, skorupiakami i kalmarami.

## Znaczenie gospodarcze
Ze względu na walory smakowe mięsa jest cenioną rybą w przemyśle spożywczym.